# 2-オキソ-3-(5-オキソフラン-2-イリデン)プロパン酸ラクトナーゼ
2-オキソ-3-(5-オキソフラン-2-イリデン)プロパン酸ラクトナーゼ(2-oxo-3-(5-oxofuran-2-ylidene)propanoate lactonase、EC 3.1.1.91)は、2-オキソ-3-(5-オキソフラン-2-イリデン)プロパン酸 ラクトンヒドロラーゼ(2-oxo-3-(5-oxofuran-2-ylidene)propanoate lactonohydrolase)という系統名を持つ酵素である。この酵素は、以下の化学反応を触媒する。
2-オキソ-3-(5-オキソフラン-2-イリデン)プロパン酸 + 水{\displaystyle \rightleftharpoons }マレイルピルビン酸
この酵素は、土壌細菌のBradyrhizobium sp. JS329から単離された。